# 건국대학교병원
건국대학교병원은 서울특별시 광진구 화양동에 위치한다. 건국대학교 의과대학 부속병원이며, 상급종합병원이다.

## 연혁
- 1931년 5월 12일 : 사회영 중앙실비의료원을 서울특별시에 설치.
- 1932년 7월 7일 : 병원 화재로 경운동 천도교회에서 임시진료
- 1932년 11월 1일 : 종로 2가 13번지 YMCA회관 옆으로 이전진료
- 1933년 9월 : 사회영 중앙진료원으로 원명 개칭
- 1934년 5월 : 사회영 민중의원으로 원명 개칭
- 1939년 9월 : 낙원동 건국대학교의 창립지인 구 오성학교 건물을 병원 건물로 사용하기 위하여 매입 (대지 667.4평, 연와조 3층 건평 300평)
- 1949년 5월 : 사단법인 민중병원 체제로 전환
- 1958년 10월 1일 : 성동구 (현재 광진구) 화양동 97번지로 이전 진료
- 1971년 8월 : 현 위치인 화양동 27번지 (현재 1번지로 지번 통합)에 건평 400평의 3층 건물 준공
- 1971년 9월 1일 : 준공한 건물로 병원 이전
- 1978년 11월 1일 : 병원 건물 전면 증, 개축 (건평 470평, 27병상)
- 1980년 3월 3일 : 종합병원으로 증축 완료
- 1981년 1월 9일 : 인턴 수련병원 인가 (보사부 의지 1421-215호)
- 1982년 11월 1일 : 학교법인 건국대학원 부속 민중병원으로 개칭, 종합병원으로 승격 (85 병상)
- 1986년 3월 1일 : 제1회 의과대학 입학식 (의예과 40명)
- 1987년 3월 1일 : 병원 보수 및 증축 완료 (건평 2,199평, 250 병상 규모)
- 1987년 9월 1일 : 143병상 증설 허가 (총 병상 수 228 병상)
- 1987년 11월 26일 : 인턴 및 레지던트 수련병원 인가 (보건사회부 제 249호)
- 1988년 5월 12일 : 88 올림픽 공식 지정병원으로 올림픽경기에 의료진 파견
- 1988년 9월 2일 : 320병상 증설 허가 (총 병상 수 548 병상)
- 1989년 3월 1일 : 의료원 직제 신설
- 1989년 7월 1일 : 전국민개보험 실시에 따라 2차진료기관으로 지정
- 1990년 : 군(軍) 전공의 수련기관으로 지정
- 1996년 9월 23일 : 건국대학교 의료원으로 개칭. 건국대학교 의과대학, 건국대학교 의료원 민중병원으로 명칭 변경
- 2002년 3월 12일 : 건국대학교 서울캠퍼스 남단에 새 병원 (870병상 규모) 신축 착공
- 2005년 8월 1일 : 건국대학교병원 새 병원 개원
- 2011년 12월 : 건국대학교병원 보건복지부 상급종합병원 지정
- 2014년 12월 : 건국대학교병원 상급종합병원 재지정

## 같이 보기
- 유석창
- 건국대학교
- 건국대학교 글로컬캠퍼스
- 건국대학교 충주병원
- 대한민국의 의과대학